# アレクセイ・ラトマンスキー
アレクセイ・オシポーヴィチ・ラトマンスキー（Alexei Osipovich Ratmansky、ロシア語: Алексей Осипович Ратманский, 1968年8月27日（レニングラード）- ）は、ロシア国籍を有するアメリカ人の振付家、元バレエダンサーである。2014年4月にアメリカン・バレエ・シアターのアーティスト・イン・レジデンスに就任。2004年から2008年まで、ボリショイ・バレエの芸術監督を務めた。

## ダンサーとしてのキャリア
ラトマンスキーは、レニングラードに生まれ、ボリショイバレエ学校で、ピョートル・ペストフ及びアレクサンドラ・マルケーエヴァから指導を受ける。1986年に同校を卒業し、キエフでダンサーとしてのキャリアを開始。その後、ウクライナ国立バレエ団、ロイヤル・ウィニペグ・バレエ団及びデンマーク王立バレエ団でプリンシパル・ダンサーを務めた。

## 振付及び運営上のキャリア
1998年にジョージア国立バレエ団のために振り付けた『日本の夢』の上演によって、振付家として名が知られるようになる。同作と1997年の『チャームズ・オブ・マンネリズム』は、いずれもニーナ・アナニアシヴィリのために振り付けた作品である。 『日本の夢』は、ロシア演劇人同盟のゴールデン・マスク賞を受賞した。

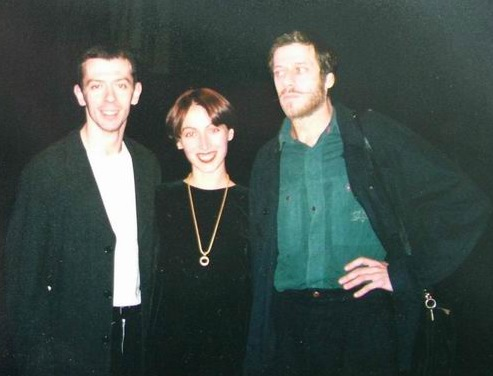
アレクセイ・ラトマンスキーとユーリ・ハノン（1998年11月24日『The Middle Duo』マリインスキー劇場）

ラトマンスキーの特徴は、大規模なカンパニーのために伝統的な古典バレエを改訂・再演している点にある。初めて手がけた物語バレエは、2002年にマリインスキー・バレエのために制作した『シンデレラ』全3幕である。2003年に上演されたボリショイ・バレエの『明るい小川』によって、翌年同バレエ団の芸術監督に任命された。2005年には、全幕物のプロダクション『ボルト』を制作。2007年、2008年には『海賊』及び『パリの炎』の再演を手がけた。ロンドン批評家協会は、ラトマンスキー芸術監督率いるボリショイ・バレエ団に対し、2005年、2007年に「Best Foreign Company」に選定する。ラトマンスキー自身は、『明るい小川』によって、ナショナル・ダンス・アワードを受賞した。
ボリショイで芸術監督を務めた後、ニューヨーク・シティ・バレエ団との間でレジデント・コレオグラファー就任の交渉を行うが合意に至らず、2008年にアメリカン・バレエ・シアターのファースト・アーティスト・イン・レジデンスに就任する。ラトマンスキーがNYCBのために制作したバレエ作品に『ロシアの季節』及び『コンチェルトDSCH』、ABTのための作品に『ドニエプル川の岸辺で』及び『七つのソナタ』がある。
2011年、プロコフィエフの『ロメオとジュリエット』を振り付け、トロントでカナダ国立バレエ団によって世界初演が行われた。そのロンドン公演では、ニューヨーク・タイムズの評論家アラステア・マコーレーから「今日クラシック・バレエを専門とする中でも最も才能に恵まれた振付家である」と賛辞を受けた。
2014年、セルゲイエフ・コレクションからマリウス・プティパによる最終的な再現版を復刻・再振付して『パキータ』を制作し、キャリアの新境地を開拓する。この復刻版の世界初演は、2014年12月にミュンヘンでバイエルン国立バレエによって行われた。2015年3月、アメリカン・バレエ・シアターのために再度プティパ作品の復刻に取り組み、オレンジ郡で『眠れる森の美女』の世界初演が行われ、後にスカラ座でも上演された。その後、プティパ／イワノフ版の1895年に上演された『白鳥の湖』の復刻を手がけ、2016年2月にチューリッヒで世界初演が行われた。

### 振付作品
- 1988年：La Sylphide-88、Duet-buff #1 & 2
- 1993年：パ・ド・グレアム
- 1994年：妖精の接吻、アルボラーダ、ホイップクリーム、98 steps
- 1995年：Hurluburlu、Poor Little Things
- 1996年：サラバンド
- 1997年：チャームズ・オブ・マンネリズム、カプリッチオ、クラコヴィアク、Old Juniet's Carriol
- 1998年：日本の夢、ミドル・デュエット、法悦の詩、妖精の接吻（第2版）
- 1999年: Water、Chrizantemums
- 2001年：Turandot's Dream、Flight to Budapest、レア、くるみ割り人形
- 2002年：シンデレラ、焔に向かって、火の鳥
- 2003年：明るい小川、動物の謝肉祭、ボレロ
- 2004年：アンナ・カレーニナ、レア（第2版）
- 2005年：ボルト、カルタ遊び
- 2006年：ロシアの季節
- 2007年：海賊（マジリエ／プティパ版改訂、ユーリ・ブルラーカとの共作）、墜落する老婆たち
- 2008年：ビゼー・ヴァリエーション、月に憑かれたピエロ、コンチェルトDSCH、パリの炎（ワイノーネン版改訂）
- 2009年：せむしの仔馬、ワルツ・ファンタジー、ドニエプルの岸辺で、Scuola di Ballo（バレエ学校）、七つのソナタ
- 2010年：ドン・キホーテ（プティパ／ゴルスキー版改訂）、ナムーナ、ファンダンゴ、くるみ割り人形（第2版）
- 2011年：幻滅（失われた幻影）、Dumbarton、プシュケ、ロメオとジュリエット
- 2012年：なつかしい土地の思い出、シンフォニック・ダンス、火の鳥（第2版）、金鶏、交響曲第9番
- 2013年：24の前奏曲、異国より、室内交響曲、ピアノ協奏曲第1番、シンデレラ（第2版）、Opera、テンペスト* 2014年：舞踏組曲、展覧会の絵、ロンド・カプリチオーソ
- 2016年：プラトンの饗宴に寄せるセレナーデ[8]
- 2017年：ホイップクリーム[9]、オデッサ[10]

### 復刻作品
- 2014年：パキータ
- 2015年：眠れる森の美女
- 2016年：白鳥の湖

## ロシア・ウクライナ危機 (2021年-2022年)の影響
2022年2月24日、プーチン大統領が国営テレビでウクライナでの軍事作戦を開始したことを発表した。
モスクワに滞在していたラトマンスキーは妻から連絡を受け、ワルシャワ経由でニューヨークに帰国した。ボリショイ・バレエが3月30日に初演予定の「The Art of Fuge(フーガの技法)」、マリインスキー・バレエが5月中旬に初演予定の「ファラオの娘」を制作していたが、ともにプロジェクトは無期限延期となった。
ラトマンスキーの両親や兄弟はキエフに在住しており、父親の家族はホロコーストの犠牲になっている。ラトマンスキーは家族・親族の避難先と連絡を取り合っているという。
同年3月23日、ラトマンスキーはロシア文化のキャンセルについて私見を述べた。プーチン大統領の政治活動に無関係であったり、侵略行為に抗議さえした芸術家・アスリートに欧米での公演や競技の機会が与えられることはフェアであるとしながら、ウクライナで起きている罪のない人々の大量殺戮は、つい最近まで世界中が称賛していた文化大国ロシアの名の下に行われていることであると厳しく指摘した。2014年のロシアによるクリミアの併合のとき、プーチン大統領のへの支持を表明する文書に署名した500人以上、2018年のロシア大統領選挙の際にプーチン大統領の選挙集会に参加した数百人の文化人たちは、その責任を問われるべきだとしている。この文化人たちの活動は、その後すべてプロパガンダと見做され、その中の多くが国会議員となったり、プーチン大統領を支持する政治的な発言を行い、戦争犯罪を事実上支持していることを理由としている。

## 受賞
2005年、デンマーク王立バレエ団が上演した『アンナ・カレーニナ』の振付でブノワ賞受賞。2007年、ボリショイ・バレエのために振り付けたカルタ遊びでゴールデン・マスク賞の最優秀振付家賞受賞。
2013年、マッカーサー・フェローに選ばれ、「天才賞」を受賞した。これは、分野を問わず継続的に優れた創作活動を行っている卓越した才能と将来性を示した人物に対して与えられる助成金である。